# Ozorzyce
Ozorzyce – wieś w Polsce położona w województwie dolnośląskim, w powiecie wrocławskim, w gminie Siechnice.
W latach 1975–1998 miejscowość administracyjnie należała do województwa wrocławskiego.

## Nazwa
W księdze łacińskiej Liber fundationis episcopatus Vratislaviensis (pol. Księga uposażeń biskupstwa wrocławskiego) spisanej za czasów biskupa Henryka z Wierzbna w latach 1295–1305 miejscowość wymieniona jest w zlatynizowanej formie Ozericz. Do roku 1937 wieś nosiła nazwę Oderwitz. W latach 1937–1945 nosiła nazwę Schildern. W 1939 roku populacja wsi wynosiła 201 osób. Po II wojnie światowej do dziś nazywa się Ozorzyce.